# Кавриля
Каврѝля (на италиански: Cavriglia) е градче и община в централна Италия, провинция Арецо, регион Тоскана. Разположено е на 308 m надморска височина. Населението на общината е 9522 души (към 2010 г.).